# Axel Stordahl
Axel Stordahl (8. srpna 1913 Staten Island, New York, New York, USA – 30. srpna 1963 Encino, Kalifornie) byl americký aranžér, který působil od pozdních třicátých let až do padesátých let dvacátého století. Je možná nejlépe známý svou prací s Frankem Sinatrou ve čtyřicátých létech u Columbia Records. Stordahl je považován za předního popového aranžéra moderní doby, díky svým sofistikovaným orchestracím.

## Raná léta
Stordahl se narodil na Staten Island v New Yorku norským imigrantům. Začal svou kariéru jako trumpetista v jazzových kapelách, které hrály kolem Long Island a Catskills v pozdních dvacátých a na počátku třicátých let. Začal též aranžovat a v roce 1933 vstoupil do orchestru Bert Blocha jako trumpetista a aranžér. V příštích několika letech Stordahl zpíval ve vokálním triu, nazvaném Three Esquires.

## Big Bandy
V roce 1935 nastoupil do nového orchestru Tommy Dorseyho a brzy se stal hlavním aranžérem kapely. V témže roce se objevil jejich první velký hit s názvem "I'm Getting Sentimental Over You". V lednu 1940 se Sinatra připojil ke skupině jako zpěvák a bylo zřejmé, že Stordahlovy aranžmá byla zvláště vhodná pro jeho hlas.

## Osobní život
V roce 1951 se oženil se zpěvačkou June Hutton (z Pied Pipers). Udělali několik společných nahrávek pro Capitol Records.

## Úmrtí
Zemřel 30. srpna 1963, ve věku 50 let, na rakovinu v Encino v Kalifornii. Byl pohřben v Forest Lawn Memorial Park v Glendale, Kalifornie a přežila ho manželka, syn a dcera. Jeho manželka June Huttonová, která zemřela v roce 1973, je pohřbena vedle něj.

## Diskografie

### Pod vlastním jménem
- The Lure Of The Blue Mediterranean (Decca, 1959)
- Jasmin And Jade (Dot, 1960)
- The Magic Islands Revisited (Decca, 1961)
- Guitars Around The World (Decca, 1963)

### S Frankem Sinatrou
- The Voice Of Frank Sinatra (Columbia, erschienen 1946)
- Songs By Sinatra (Columbia, 1947)
- Christmas Songs By Sinatra (Columbia, 1948)
- Frankly Sentimental (Columbia, 1949)
- Dedicated To You (Columbia, 1950)
- Point Of No Return (Capitol, 1962)